# NGC 6911
NGC 6911 (другие обозначения — PGC 64485, UGC 11540, MCG 11-24-6, ZWG 324.7, ZWG 325.1, IRAS20191+6634) — спиральная галактика с перемычкой (SBb) в созвездии Дракон.
Этот объект входит в число перечисленных в оригинальной редакции «Нового общего каталога».